# Eco Moliterno
Eco Moliterno é um publicitário e Chief Creative Officer da Accenture Interactive para a América Latina que, de acordo com o ranking Agency Report, do Advertising Age, é considerada a maior rede de agências digitais do mundo.
Entre 2010 e 2017 atuou na agência Africa, sendo os 4 últimos anos como Vice-Presidente de criação. A Africa é uma das maiores agências do Brasil, que faz parte do grupo ABC.
Moliterno foi considerado um dos 20 publicitários mais influentes do Brasil em 2015 e um dos 15 brasileiros mais influentes da Internet no mesmo ano.
Em 2016, foi eleito o segundo publicitário mais admirado por profissionais de marketing do país, na pesquisa realizada pela empresa espanhola Scopen.

## Biografia
Moliterno se formou em Publicidade e Propaganda pela Universidade de São Paulo (ECA-USP), mas iniciou sua carreira profissional ainda aos 16 anos como caricaturista da revista Rock Brigade. Aos 17, se mudou para a Dinamarca para terminar o ensino médio quando teve seu primeiro contato com a internet.

### Carreira
De volta ao Brasil, em 1997, Moliterno começou a trabalhar no Oficcinæ Design, um estúdio de ilustração que fazia projetos para clientes como Folha de S.Paulo, Editora Abril e Editora Globo. Durante esse período, também desenvolveu jogos de tabuleiro para a GROW, empresa brasileira de brinquedos.
Em 2000, passou a ocupar o cargo de diretor de arte na Agência Click, a primeira agência digital do país. 3 anos depois, Moliterno se tornou designer-chefe da AOL Brasil e, durante esse período, recebeu o prêmio Cyber Lions no Festival Internacional de Cannes por 3 anos consecutivos (2003, 2004, 2005).
Em 2005, ocupou o cargo de Diretor Criativo na Tesla, um estúdio especializado em serviços profissionais de TI para desenvolvimento de sistemas, onde atuou por 1 ano com clientes como General Motors, Sun Microsystems e NIVEA.
Após sua passagem pela Tesla, assumiu o posto de Vice-Presidente de Criação da Wunderman para a América Latina e, durante os 3 anos que ficou na agência, ganhou em Cannes outro Cyber Lion, em 2008, e um Media Lion, em 2009.
Em julho de 2009, tornou-se Diretor de Criação Digital na Y&R e foi jurado no Festival Internacional de Cannes na categoria Cyber. Um ano depois, em 2010, foi convidado para atuar como Diretor de Criação na Africa Propaganda, agência do Grupo ABC. Tornou-se Head of Digital da agência em 2011 e Vice-Presidente de Criação em 2014.
Em 2011, Moliterno foi considerado um dos 10 profissionais mais inovadores do Marketing Digital do Brasil pelo Meio&Mensagem. No mesmo ano, foi palestrante na D&AD/ESPM White Pencil Round Table e no OneDayShow, em João Pessoa. No ano seguinte, esteve no Think Branding with Google, evento em que repetiu a presença em 2014 e 2016 (em Madrid), além do ProXXIma Pocket, onde também participou em 2013, 2014 e 2016.
Foi também o primeiro criativo online a ganhar o Prêmio Caboré como Profissional de Criação do Ano em 2014 e, em 2016, ganhou o Prêmio ABRADi-SP como Profissional Digital.
Em 2015, Moliterno esteve presente como palestrante no youPIX CON, no Desachate, em Montevidéu, Mobile Transformation e InterCon. No ano seguinte, 2016, participou do Rio Content Market, Festival do Clube de Criação, em São Paulo, e do RP Week.
Em 2017, Moliterno presidiu o El Ojo Interactivo, categoria que analisa as melhores ideias que se utilizam do meio digital, e faz parte do maior e mais importante evento ibero-americano de publicidade, marketing, comunicação e entretenimento.
Em 2020, Eco Moliterno participou da WebSérie da Plataforma ET - Estratégias que transformam, a primeira plataforma de co-criação sobre a transformação dos negócios, e compartilhou seu conhecimento sobre como é necessário adequar processos criativos dentro de corporações guiadas por tecnologia.

## Ligações Externas
- Linkedin
- Accenture Interactive
- Africa Propaganda